# Canon EOS 250D
La Canon EOS 250D és una càmera rèflex digital APS-C fabricada per Canon. Aquesta, va ser anunciada el 10 d'Abril de 2019 amb un preu de venta suggerit de 649€, amb l'objectiu Canon EF-S 18-55mm f/4-5.6 IS STM.
És coneguda com a EOS Rebel SL3 a Amèrica, EOS Kiss X10 al Japó i EOS 200D Mark II a Austràlia.
Aquest model va substituir a la Canon EOS 200D.

## Característiques
Igual que la EOS 90D, va ser la primera de la seva línia (EOS 100D, EOS 200D), a treballar amb arxius RAW.CR3 en comptes de .CR2. També és la primera de la seva gamma que grava vídeo 4K 25/30p, però a diferència de la 90D, amb un retall en el centre com passa amb la EOS M50.
Les seves característiques més destacades són:
- Sensor d'imatge CMOS de 24,1 megapíxels
- Processador d'imatge DIGIC 8
- 9 punts d'autoenfocament amb un punt en creu en el centre
- Dual Píxel amb detecció de cara i ulls
- Focus Peaking (Realçat d'enfoc) en el mode d'enfoc manual
- Disparo continu de 5 fotogrames per segon
- Sensibilitat ISO 100 - 25600 (ampliable fis a H: 51200)
- Gravació de vídeo: 4k (amb retall) a 25 fps, 30 fps (PAL / NTSC), i Full HD 1080p fins a 50/60 fps
- Gravació de vídeo time lapse a 4k i Full HD 1080p
- Pantalla LCD de 3,0" d'1.040.000 píxels abatible i tàctil
- Connexió Bluetooth i Wi-Fi
- Bateria LP-E17
- Entrada de Jack de 3,5mm per a micròfons externs o gravadores

## Diferències respecte a la 200D
- Gravació de vídeo: Gravació de vídeo 4K, en lloc de vídeo FULL HD[3]
- Bateria amb capacitat per realitzar fins a 1070 fotografies, en lloc de 650 amb la 200D
- Com a la EOS 2000D i la 4000D (i a diferència de la 100D i 200D), la 250D manca del connector central de la zapata de flaix universal, fent així que només els flaixos TTL siguin compatibles amb aquest model.[4]

## Inclòs a la caixa[5]
- Cos de la Canon EOS 250D
- Objectiu EF-S 18-55mm f/4-5.6 IS STM
- Ocular EF
- Tapa de la càmera R-F-3
- Corretja per la càmera EW-400D-N
- Bateria LP-E17
- Coberta de la bateria
- Carregador de bateria LC-E17E
- Cable d'alimentació
- Manual d'usuari

## Accessoris compatibles
- Tots els objectius amb muntura EF / EF-S
- Flaixos amb TTL
- Micròfons amb entrada de Jack 3,5 mm
- Targetes de memoria SD, SDHC i SDXC
- Cable mini HDMI (tipus C)